# Capella de Sant Antoni (Torroella de Montgrí)
Capella de Sant Antoni és una obra del municipi de Torroella de Montgrí (Baix Empordà) inclosa en l'Inventari del Patrimoni Arquitectònic de Catalunya.

## Descripció
La capella de Sant Antoni està situada a la banda de llevant de la Plaça de la Vila de Torroella. És un edifici de planta rectangular, d'una sola nau amb volta d'aresta, i cor als peus. La capçalera és plana, amb un nínxol buit. La façana té un portal d'accés centrat d'arc de mig punt, amb dovelles de pedra a l'exterior i escarser a l'interior. Al seu damunt hi ha un nínxol amb la imatge del sant titular i un petit ull de bou. Al costat dret es troba el rellotge de la vila. El coronament d'aquesta façana és irregular. Hi ha un campanar de cadireta vuit al centre, format per dues pilastres, i un altre de lateral, de la mateixa tipologia però molt més elevat. A la façana lateral dreta, única visible exteriorment, hi ha una font integrada a la part baixa del mur, que es corona amb ràfec. El material emprat en aquesta part, el pedruscall, contrasta amb els carreus ben tallats de la façana principal.

## Història
La capella de Sant Antoni va ser construïda ver la fi del segle xiii, en un període de gran desenvolupament econòmic per a Torroella, que havia esdevingut vila reial. En el primer document escrit sobre les visites pastorals a Torroella del bisbe de Girona, datat el 1305, es fa esment de l'existència de la capella de Sant Antoni a la plaça. El 1432 s'esmenta la confraria de Santa Maria del Mar; el 1470 apareix documentada una altra visita, i el 1608 el bisbe ordenà "treure lo gigant i drac de l'església de Sant Antoni de la plaça". A principis del segle xvii (1610-1611) la font que hi havia al centre de la plaça va ser traslladada al seu emplaçament actual, al mut lateral de la capella i el dipòsit es va col·locar a l'interior de l'església. L'any 1709 la façana del temple encara formava part del parament dels porxos. Durant el segle xviii la capella fou totalment reformada: s'enderrocà l'antic frontis i amb els carreus anteriors va construir-se la façana nova, uns metres més a llevant, amb la qual cosa la nau quedava més petita. Fou amagada l'estructura de la coberta i es construí el cor. En l'actualitat la capella és utilitzada com a sala d'exposicions.